# Российский (Краснодарский край)
Российский — посёлок в Краснодарском крае России. Входит в городской округ города Краснодара. Находится в Калининском сельском округе в составе Прикубанского внутригородского округа, фактически являясь одним из северных микрорайонов Краснодара. Посёлок печально известен своими плохими дорогами. 

## География
Российский расположен в северной части городского округа г. Краснодара. С запада посёлок граничит с микрорайоном Калинино города Краснодара и ограничен железнодорожной веткой с восточной части.

## История
Первые дома на территории нынешнего посёлка появились в 1950-е годы по улицам Южная и Комарова. В поселении действовало подсобное хозяйство.
Посёлок Российский получил своё современное название и статус в 1977 году. 11 марта 1977 года исполком горсовета присвоил наименования населённым пунктам, расположенным на территории Ленинского, Первомайского и Советского районов города Краснодара (ранее они числились «безымянно», как посёлки различных хозяйств): Колосистый (посёлок опытно-производственного хозяйства КНИИСХ имени П. П. Лукьяненко), Берёзовый, Лазурный, Индустриальный, Российский, Победитель, Дружелюбный, Плодородный, Зональный, Знаменский и Зеленопольский. А 28 октября того же года получили ещё два поселка — Экспериментальный и Прогресс.
Активно застраивается с 2010-х годов частными и многоквартирными домами.

## Население
| 2002 | 2010 | 2021  |
| ---- | ---- | ----- |
| 426  | ↗707 | ↗6860 |

Национальный состав
По данным Всероссийской переписи 2002 года, русские составили 84 % из всех 426 жителей посёлка.

## Инфраструктура
В посёлке фиксируется острая нехватка социальной инфраструктуры. Строительство первой новой общеобразовательной средней школы № 94 проблему не решило. В январе 2022 года начато строительство новой школы на 1500 мест по ул. Тверская 10. Так же в Российском есть только один детский сад № 85. Нет поликлиники.
Посёлок печально известен своими плохими дорогами. В 2021 году местные жители подали в суд на администрацию города из-за плохих дорог в посёлке. Прикубанский районный суд г. Краснодара (дело № 2а-30/2022, судья Бровцева Ирина Игоревна) и Краснодарский краевой суд (дело № 33а-30786/2022, судья Онохов Юрий Владимирович) в удовлетворении искового заявления  жителям отказали. Решения судов 1-й и 2-й инстанций для жителей были ожидаемы, т.к. стороной спора является краснодарская власть. Четвертый кассационный суд общей юрисдикции отменил решения судов 1-й и 2-й инстанций за явной незаконностью (дело № 8а-335/2023). 04.05.2023 г. снова исковое заявление принято к производству Прикубанским районным судом г. Краснодара, но теперь уже судьей Бубновой Юлией Александровной, судебное заседание по административному делу № 2а-10031/2023 назначено только на 19.09.2023 г. Жители в очередной раз с увлечением ждут творческих проявлений очередного краснодарского судьи. Увлекательный "аттракцион", установленный властной системой на территории Краснодарского края, продолжается.
Вместе с тем, жители поселка Российский города Краснодара продолжают преодолевать все трудности, созданные при попустительстве краснодарской власти. Подробно ситуацию в своем фильме отразил интернет-блогер Варламов.
- Улица Ратной Славы (Краснодар)
- улица Тепличная[12][13]
- улица Парижская
- улица Рымникская
- Улица Комарова
- улица 2-я Тверская
- улица Измаильская
- улица Очаковская
- улица Куликова Поля
- улица Академика Королева
- улица Бисерная
- улица Триумфальная
- улица Лаперуза
- улица Командорская

## Общественный транспорт
Посёлок является конечной остановкой для автобусов и маршрутных такси. Время в пути до центра города 45-90 минут.
- Маршруты маршрутных такси: 1[14], 36, 42, 48, 51, 85, 96.